# Nordpark (Mönchengladbach)

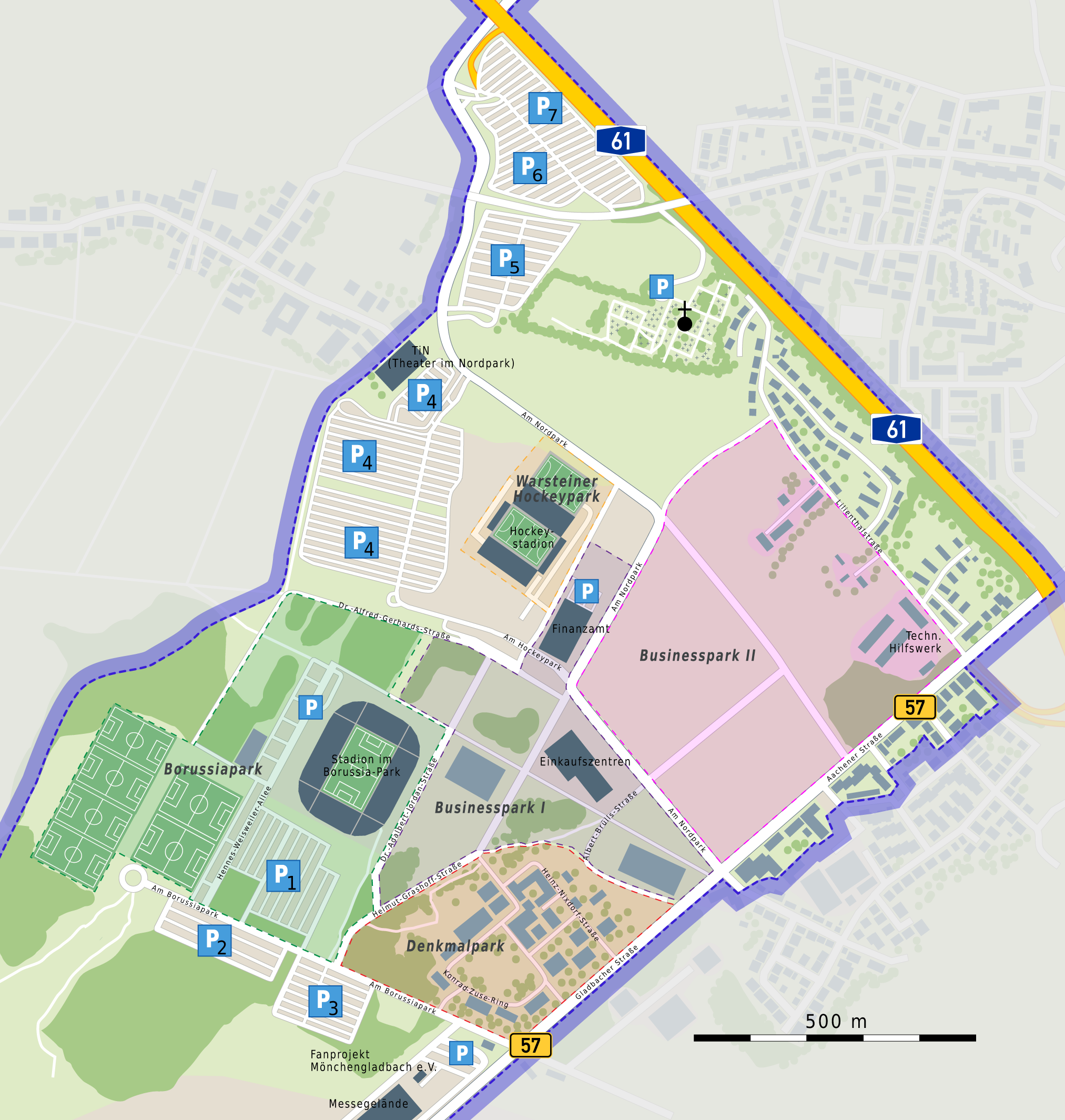
Lage des Nordparks zwischen A 61, Ausfahrt Mönchengladbach-Holt und der B 57 im westlichen Stadtgebiet von Mönchengladbach

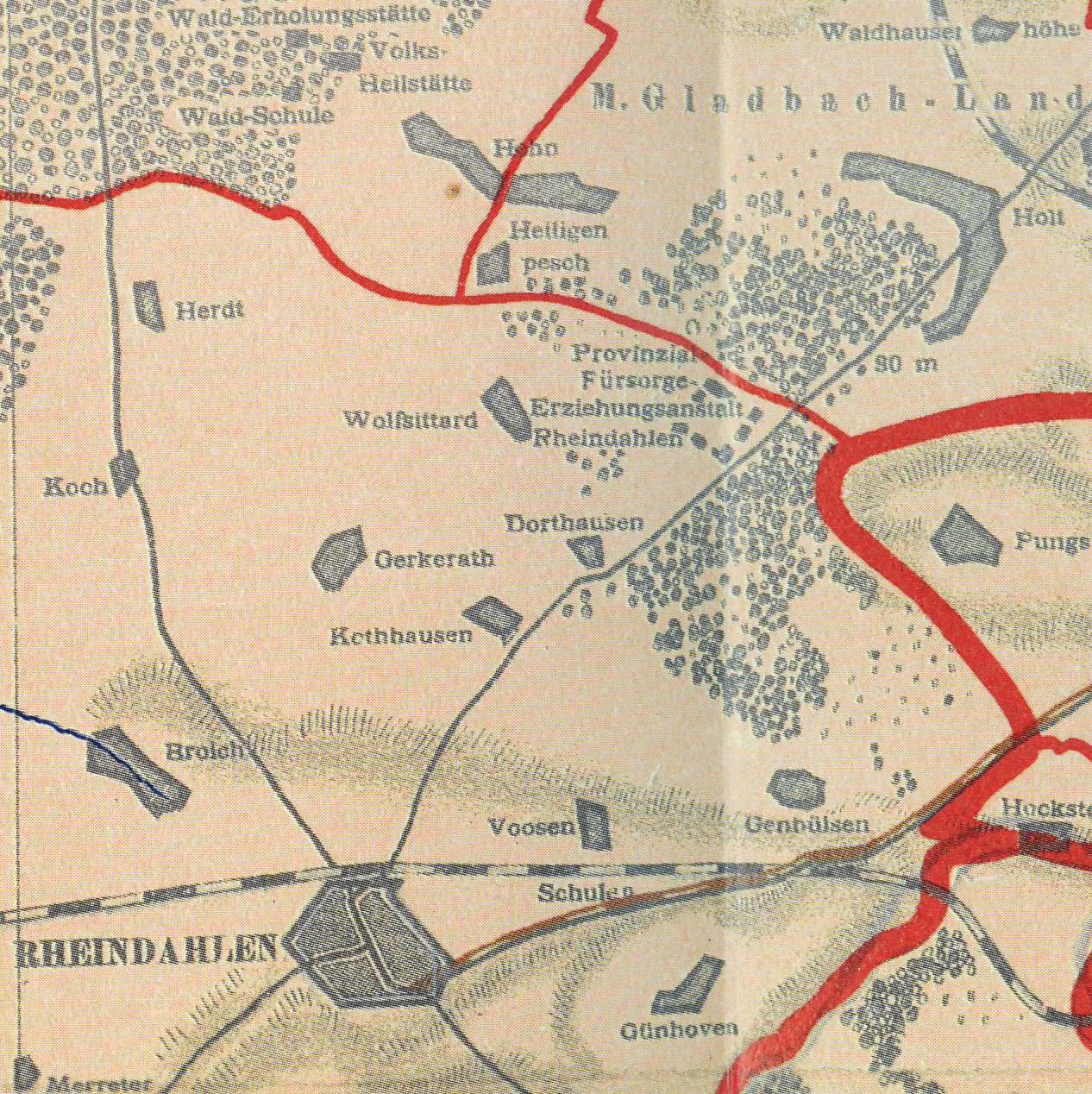
Lage der Provinzial-Fürsorge-Erziehungsanstalt zwischen Rheindahlen, Hehn und Holt im Kreis Gladbach um 1925

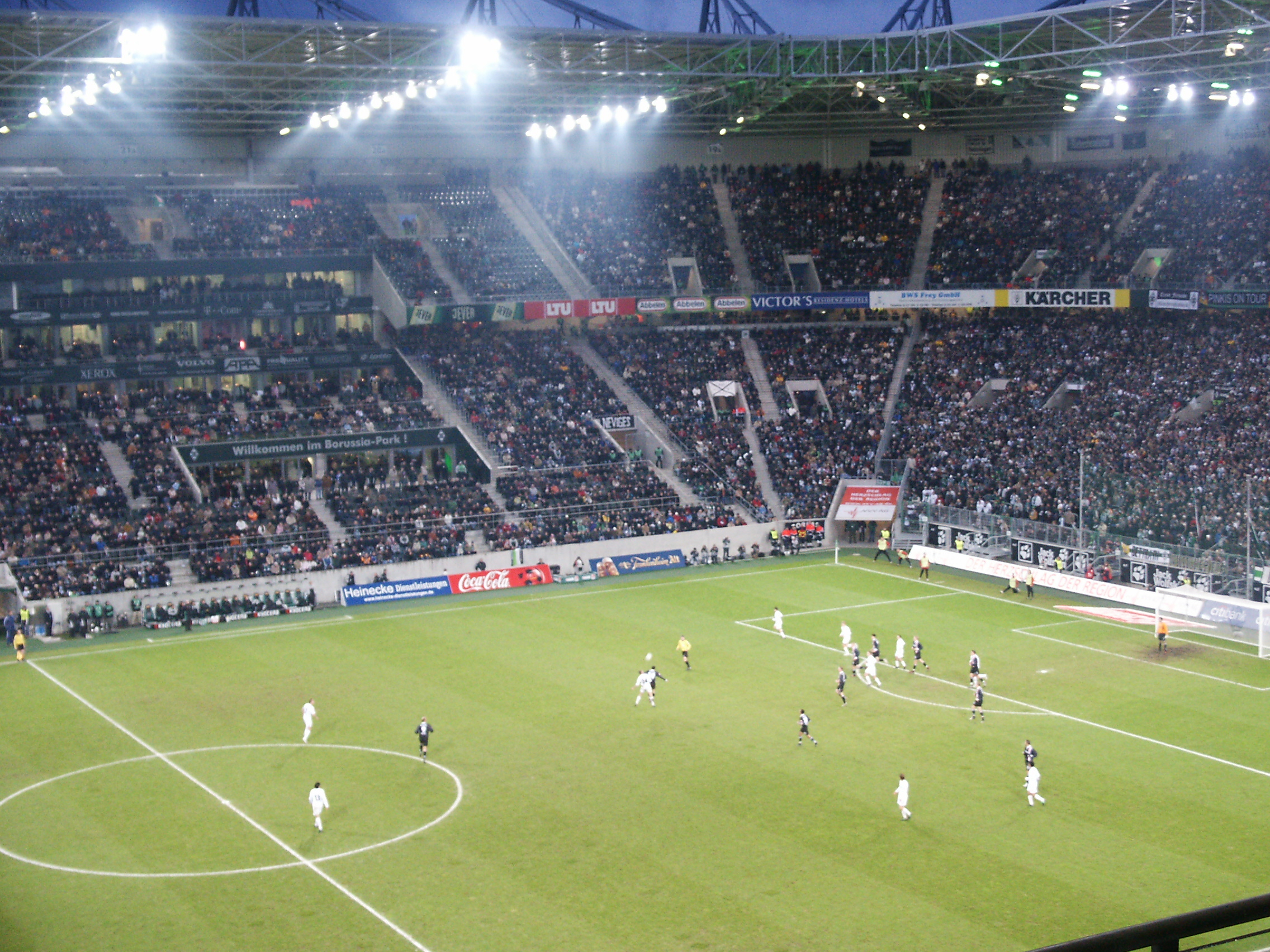
Borussia-Park

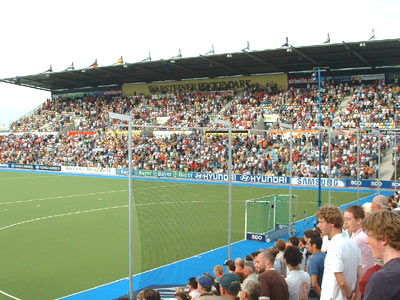
Hockeypark

Der Nordpark ist ein rund 160 Hektar großes Areal im Stadtteil Rheindahlen-Land des Mönchengladbacher Stadtbezirks West.
Nach der Erschließung Anfang des 20. Jahrhunderts wurden auf dem Gelände zunächst Gebäude im Stil des Historismus errichtet, in denen sich von 1904 bis zum Zweiten Weltkrieg eine Zöglingsanstalt befand.
In der Zeit des Nationalsozialismus diente die Fläche unter anderem als Flugfeld. Von 1945 an bis 1996 nutzte die Britische Rheinarmee den Nordpark als Kaserne den Ayrshire Barracks North und verfügte in unmittelbarer Nähe zum Mönchengladbacher Stadtteil Joint Headquarters über ein großes Material- und Fahrzeuglager. Der Name Nordpark ist auf die Lage nördlich der Aachener und Gladbacher Straße (früher Provinzialstraße) zurückzuführen. Das Areal auf der anderen Straßenseite ist der Südpark und wird von den britischen Streitkräften genutzt. Auf dem Gelände des Nordparks, der über eine eigene Behelfszufahrt auf die A 61 verfügt, befinden sich der Borussia-Park, die Spielstätte des Fußball-Bundesligisten Borussia Mönchengladbach, Europas größtes Hockeystadion, der Hockeypark und das „Theater im Nordpark“ (TiN). Im sogenannten Denkmalbereich stehen die 17 kernsanierten Gebäude der ehemaligen Zöglingsanstalt.

## Lage
Der etwa 160 Hektar große Nordpark liegt im westlichen Teil der Stadt Mönchengladbach im Stadtbezirk West. Er gehört postalisch zu Rheindahlen (Postleitzahl: 41179). Im Westen grenzt das Areal an die zu Rheindahlen gehörenden Ortsteile Dorthausen, Wolfsittard und Heiligenpesch; im Norden an Hehn und Hehnerholt sowie im Osten an die A 61. Die südliche Grenze ist die von Rheindahlen nach Holt verlaufende Gladbacher Straße (B 57).

## Vegetation, Flora und Fauna
Die Vegetation des Nordparks wurde in erster Linie durch die Beschaffenheit seines Bodens geprägt. Das gesamte Areal weist mit dem Pseudogley einen Stauwasserboden auf. Weil hier eine verhältnismäßig oberflächennahe (in 1–3 Metern Tiefe) undurchlässige Tonschicht das Versickern des Niederschlags verhindert, war die Pflanzenwelt in der Vergangenheit je nach Wetterlage extremen Lebensbedingungen ausgesetzt. Besonders im Frühjahr war der Boden stark durchnässt, Waldflächen blieben bis in den Frühsommer hinein überschwemmt. Heideflächen trockneten im Sommer schnell aus, deswegen besaßen sie im jahreszeitlichen Wechsel Eigenschaften von Trocken- oder Feuchtheiden. Um Baumaßnahmen auf dem Gelände zu ermöglichen, wurden seit 1907 Teile der Wolfsittarder, der Holter und Dahlener Heide drainiert und damit urbar gemacht.
Begünstigt durch die relativ ruhige und geschützte Lage in einem militärischen Sperrgebiet konnten sich im westlichen und südwestlichen Teil des Geländes einige Feuchtwälder, temporäre Kleingewässer und Bodendenkmale wie Flachskuhlen halten. 2003 wurde eine Fläche von rund 11,65 Hektar als Naturschutzgebiet Feuchtgebiet Nordpark mit der Schlüsselnummer MG-015 ausgewiesen.

## Geschichte

### Erste Nutzung
Bis in das 19. Jahrhundert nutzten Flachsbauern aus dem benachbarten Rheindahlen das Gelände zur Aufbereitung ihrer Ernten. Für die Flachsröste und die anschließende Trocknung fand man hier ideale Bedingungen vor.
Die Flachsröste wurde in Wassergruben durchgeführt, sogenannten Flachskuhlen, die im Wald ausgehoben wurden. Dabei musste die Leinpflanze eine bis zwei Wochen lang im Wasser liegen. Um ein Aufschwimmen der Flachsbündel zu verhindern, beschwerte man sie obenauf mit Grassoden, die in der westlich angrenzenden Holter Heide gestochen wurden. So waren die Flachskuhlen während der Röste praktisch zugedeckt.
Nach der Röste standen den Bauern größere Flächen auf der Heide als sogenannte Spreitplätze zur Verfügung, wo der Flachs zum Trocknen ausgebreitet werden konnte. Flachskuhlen und Spreitplätze gehörten der Gemeinde und konnten auf Versteigerungen gepachtet werden. Der lichte Wald bot Raum für ganze Grubenfelder.

### Erziehungsanstalt

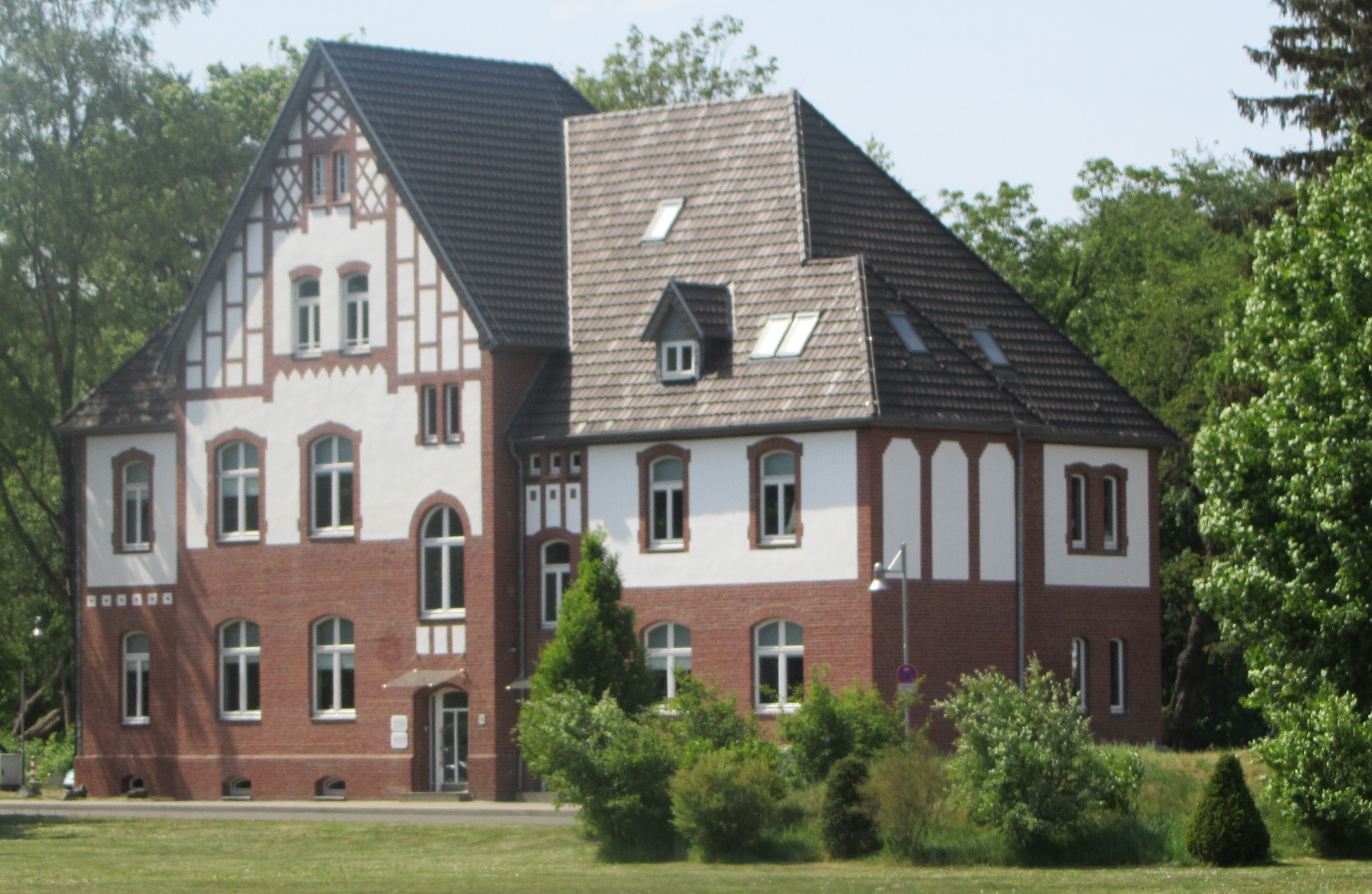
Typische Bebauung im Nordpark

Der Komplex aus insgesamt 22 Einzelgebäuden für mehrere hundert Erzieher und Bewohner wurde zwischen 1904 und 1909 auf Beschluss des Provinzialverbands der Rheinprovinz an der Provinzialstraße (heute Gladbacher Straße) im Stadtbezirk Rheindahlen als Erziehungsanstalt für schulentlassene Fürsorge-Zöglinge männlichen Geschlechts und katholischen Bekenntnisses gebaut, die dort zu „tüchtigen Gliedern der Gesellschaft“ herangezogen werden sollten. Die Baukosten betrugen 2 Millionen Mark. Am 1. Oktober 1909 wurde der Betrieb der Anstalt aufgenommen. Am 24. Oktober 1909 weihte der damalige Regierungspräsident des Regierungsbezirks Düsseldorf, Arthur Schreiber, die Einrichtung ein. Eingewiesen wurden zunächst als „jugendliche Zöglinge“ bezeichnete Schulabbrecher, die vor dem Beginn einer kriminellen Karriere gestanden haben mögen. Zwischen 1909 und 1924 wurden statistisch 45,7 Zöglinge aus 10.000 Einwohnern der Städte Mönchengladbach und Rheydt eingewiesen. Neben dem Verwaltungsgebäude und einer Kapelle, die der Heiligen Barbara gewidmet wurde und in die Ordensschwestern, Zöglinge und Besucher aus dem benachbarten Dorthausen zum Gottesdienst gingen, existierten fünf Zöglingshäuser, ein Haus für Lungenkranke mit Lazarett, ein Isoliergebäude, ein Wirtschaftsgebäude, ein Maschinenhaus, ein Schulgebäude, ein Pfarr- und Beamtenhaus, eine Gärtnerei, ein Friedhof und ein Feuerlöschgeräteschuppen. Daneben gab es eine Schlosserei, eine Schreinerei, eine Bäckerei, eine Mattenweberei, eine Schuhmacherei und eine Schneiderei. Angeschlossen waren ein zwölf Morgen großer Gemüsegarten und ein 27 Morgen großer landwirtschaftlicher Betrieb zur Versorgung der Erziehungsanstalt. Die untergebrachten Jugendlichen konnten dort einen Beruf erlernen, da die Meister der Handwerksbetriebe den jeweiligen Innungen angehörten. Das Anstaltspersonal bestand aus dem Direktor, einem Pastor sowie Beamten, Meistern und Gehilfen. Für die Einteilung der Arbeiten in der Küche, Wäscherei und der Bäckerei waren zwölf Ordensschwestern des Augustinerordens zuständig. Ab 21. Juli 1926 wurde die Erziehungsanstalt Provinzial-Erziehungsheim genannt. Wegen der teilweise unmenschlichen und unpersönlichen Zustände im Umgang mit den Zöglingen führte der katholische Geistliche, Leiter Lenzen, neue Erziehungsmethoden ein. Aufgrund von Etatkürzungen seitens des Trägers scheiterten diese Maßnahmen später. Die Nationalsozialisten entließen Lenzen im Jahr 1933 und führten Drill, harten Ton und drakonische Strafen ein. Der von den Nationalsozialisten eingesetzte Arzt der Anstalt Joseph Noll stellte fest:

„Es geht nicht an, dass kriminelle, unverbesserliche Elemente dauernd dem Staat und damit dem Volk unheimliche und niemals wieder produktiv werdende Kosten verursachen.“

Er ließ die Insassen der Anstalt auf erbbiologischer Ebene als „erziehbar“ oder „minderwertig“ selektieren. 1938 beschlagnahmten die Nationalsozialisten das gesamte Gelände und die Ordensschwestern wurden am 1. Februar 1938 gegen weltliches Personal ausgetauscht.

### Flugfeld und Nutzung des Geländes nach dem Zweiten Weltkrieg
Im Jahr 1910 richteten fluginteressierte Bürger aus München-Gladbach auf der Holter Heide ein Flugfeld ein, auf dem im Sommer 1911 ein Flugtag stattfand. Nach dem Ersten Weltkrieg sollte auf diesem Areal ein belgischer Militärflugplatz entstehen. Diesen Plan vereitelte die Reichsregierung in Berlin trotz der belgischen Besatzung durch zeitliche Verzögerung. Die belgischen Besatzer waren zudem der Kritik durch ortsansässige Landwirte ausgesetzt, die gegen den Bau eines Flugplatzes protestierten, da ihr Ackerland davon betroffen war. Zwischen 1927 und 1929 wurde das Flugfeld für die zivile Luftfahrt ausgebaut und mittels Zubringerdienst an das internationale Verkehrsflugnetz angeschlossen.
In der Zeit des Nationalsozialismus wurden dort das NSFK und während des Zweiten Weltkriegs Tag- und Nachtjagdgeschwader stationiert. Während dieser Zeit war die St.-Barbara-Kapelle geschlossen; die Gebäude wurden für die Verwaltung genutzt. Das gesamte Gelände blieb von alliierten Bombenangriffen verschont, obwohl sich dort ein Treibstofflager der Wehrmacht befand. Nach dem Krieg beschlagnahmte das britische Militär als eine der Siegermächte das Areal und benannte es in Ayrshire Barracks North um; es diente unter anderem als 17th Vehicle Depot für Militärfahrzeuge und Panzer aller Art der dort stationierten Einheiten. Es erhielt drei Bahnhöfe und einen direkten eingleisigen Anschluss an das Schienennetz der Deutschen Bahn im benachbarten Rheindahlen. Somit konnten Lazarettzüge über den eigenen Gleisanschluss, der vom Rheindahlener Bahnhof ausging, bis in das Depot transportiert werden.

### Gegenwart und derzeitige Nutzung
| Gebiet                                  | Fläche |
| --------------------------------------- | ------ |
| Sport-, Freizeit und Kulturbereich      | 55     |
| Dienstleistungen, Wohnen und Arbeiten   | 13     |
| Wohngebiete westlich der Autobahn       | 26     |
| Verkehrs- und Parkplatzflächen          | 25     |
| öffentliche Grünanlagen und Waldflächen | 28     |
| Naturschutzgebiet                       | 12     |
| Gesamtfläche                            | 159    |

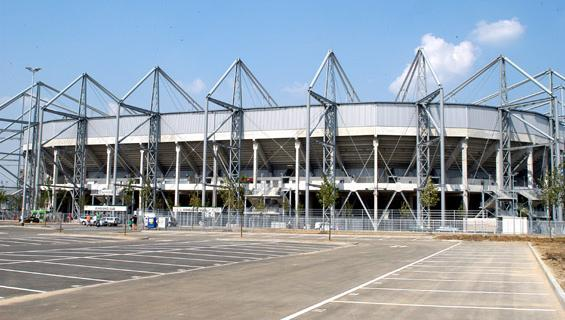
Der Borussia-Park ist der zentrale Punkt im Nordpark und einer der Austragungsorte der Fußball-Weltmeisterschaft der Frauen 2011 gewesen.

Die Rheinarmee räumte das Gelände am 28. Juni 1996 und zog in den südlich der Gladbacher Straße gelegenen Südpark um, der bis dahin von der US Army als Lager genutzt wurde (Ayrshire Barracks South und Fife Barracks). Das Gelände des Nordparks wurde am 28. Mai 1998 von der Stadt Mönchengladbach durch die eigens für diesen Zweck gegründete Wirtschaftsförderung Mönchengladbach (WFMG) aus dem Bundeseigentum gekauft und konnte somit privatisiert werden. Im so genannten Denkmalbereich befinden sich die unter Denkmalschutz stehenden Gebäude der Erziehungsanstalt, die im Baustil des Historismus errichtet und denkmalgerecht saniert, modernisiert und an neue Eigentümer verkauft wurden. In den Gebäuden befinden sich neben Event-, Medien- und Werbeagenturen zahlreiche Unternehmen, die in erster Linie in der Kommunikationsbranche sowie im IT- und Softwaresektor tätig sind. Die Kapelle der Heiligen Barbara, von den britischen Streitkräften St. George’s Church genannt, wurde ebenfalls saniert. In ihr befindet sich ein Hotel mit angeschlossenem Restaurant, der frühere Kirchenraum wird als Veranstaltungsraum genutzt. Auf rund 17.500 Quadratmetern Bürofläche wurden rund 2000 Arbeitsplätze geschaffen. Der Fußball-Bundesligist Borussia Mönchengladbach erwarb ein insgesamt 20,9 Hektar großes Grundstück und begann 15. März 2002 mit den Bauarbeiten für ein neues und größeres Stadion.
Der Borussia-Park wurde am 30. Juli 2004 mit einem Blitzturnier gegen FC Bayern München und AS Monaco eingeweiht. Die ehemalige Lady-Ada-Lovelace-Straße wurde in eine Erschließungsstraße umgewandelt und führt seit 13. Dezember 2000 zum Fußballstadion. Sie trägt als Verbindungsstraße zwischen dem Rheindahlener Ortsteil Hehn und der Gladbacher Straße seit 21. Juli 2004 den Namen Am Borussiapark. Neben dem Konrad-Zuse-Ring und der Heinz-Nixdorf-Straße haben weitere Straßen einen Bezug zu Persönlichkeiten der Mönchengladbacher Fußballgeschichte. Dazu zählen die Hennes-Weisweiler-Allee, die Helmut-Grashoff-Straße und die Albert-Brülls-Straße. Die 2,8 Kilometer lange Hauptverkehrsachse als Verbindung der B 57 (Aachener Straße) mit der B 230 (Roermonder Straße) wurde zwischen November 2002 und Juni 2004 fertig gestellt. Die Hauptverkehrsachse dient als Zubringerstraße zu den Parkplätzen des Fußballstadions und verfügt unter anderem mit Wechselverkehrszeichen über ein System der koordinierten Verkehrsführung.
Neben dem Stadion befindet sich das Trainingsgelände des Vereins mit mehreren Rasenplätzen sowie sechs Parkplätzen für die Heimspiele mit rund 10.000 Pkw-Stellplätzen, die ebenso wie eine multifunktionale Fläche für Messen, Zirkus-Gastspiel und andere Veranstaltungen von der dafür gegründeten Parkplatzgesellschaft PPG-Nordpark GmbH betrieben werden. Diese Gesellschaft gehört zu 60,60 % der EWMG-Entwicklungsgesellschaft der Stadt Mönchengladbach mbH, die zur städtebaulichen Neuordnung und Erschließung des Nordparks als stadteigenes Tochterunternehmen gegründet wurde, und zu 39,40 % der Borussia VfL 1900 Mönchengladbach GmbH. Im Jahr 2004 wurde die Autobahnausfahrt 10 der A 61 von Mönchengladbach-West in Mönchengladbach-Nordpark umbenannt. Den zum Teil chaotischen Verkehrsbedingungen vor und nach den Heimspielen von Borussia Mönchengladbach wurde 2007 mit dem dreispurigen Ausbau der Aachener Straße im Bereich von Zu- und Abfahrt Nordpark und 2008 mit dem Bau einer Bedarfsauffahrt vom Parkplatz 7 auf die A 61 in Richtung Koblenz entgegengewirkt. Die Bedarfsauffahrt ist nur an den Spieltagen zu befahren.
Anfang 2011 wurde unter anderem im Hinblick auf die im Stadion angesetzten Spiele der Fußball-Weltmeisterschaft der Frauen damit begonnen, eine weitere Zufahrtsstraße als Entlastung von der Aachener Straße zu den Parkplätzen zu bauen. Im Juni 2011 wurde ein Parkinformationssystem für die Parkplätze im Nordpark in Betrieb genommen. Rund um den Borussia-Park und den SparkassenPark stehen noch weitere Flächen zur gewerblichen Nutzung zur Verfügung, die (Stand November 2009) bereits genutzt oder bebaut werden. Im Sommer 2009 wurden die Finanzämter Mönchengladbach und Rheydt zusammengelegt und zogen in ein neu errichtetes Gebäude im Nordpark ein. Ursprüngliche Planungen sahen vor, die Trabrennbahn Mönchengladbach aus dem Stadtteil Uedding in den Nordpark zu verlegen, um dort mehr Fläche für Handel und Industrie zu gewinnen. Die Pläne wurden jedoch nicht verwirklicht. Dafür sollen auf 135.000 Quadratmetern, unterteilt in zehn unterschiedlich große Areale mit Flächen von 2200 bis 38.000 Quadratmetern, eine Area of Sports mit den Schwerpunkten Fitness, Gesundheit, Wellness, Kunst, Kultur und Shopping entstehen. Außerdem ist eine multifunktionale Halle in unmittelbarem Kontakt zum SparkassenPark in Planung. Die NEW AG fährt den Nordpark mit der dafür eingerichteten Buslinie 014 aus Richtung Rheydt sowie der Buslinie 017 aus Rheindahlen und aus der Stadtmitte kommend, an. Ein großer Wendehammer dient als Bushaltestelle Nordpark Busbahnhof. Im März 2009 begannen Umbauarbeiten an einem ehemals von der Bundeswehr genutzten Verpflegungsdepot. Diese Halle wurde seit September 2009 unter dem Namen Theater im Nordpark (TiN) bis zum 23. Juli 2011 als Ausweichquartier für das Theater Krefeld und Mönchengladbach genutzt, da die Stadthalle im Stadtteil Rheydt renoviert wurde.

### Zukunft
In einem südöstlich des Nordparks liegenden, 47,5 Hektar großen Areal, zwischen der A 61 und dem Borussia-Park soll in den nächsten Jahren in ein Gewerbegebiet mit insgesamt 30 Hektar Nutzfläche und neun Hektar Grünfläche entstehen. Das bislang vom THW-Ortsverband Mönchengladbach als Unterkunft und von den Angehörigen der Britischen Rheinarmee als Wohnviertel genutzte Gelände wurde zur in Mönchengladbach stattfindenden Fußball-Weltmeisterschaft der Frauen 2011 optisch repräsentativ aufgewertet. Der bisherige Eigentümer der insgesamt 140 Wohnhäuser an der Lilienthal- und Hugo-Eckener-Straße ist die Bundesanstalt für Immobilienaufgaben (Bima), die das Areal an die Entwicklungsgesellschaft Mönchengladbach (EWMG) zur weiteren Nutzung verkaufen möchte. Der dafür von der Bima erwartete Preis von 160 Euro/Quadratmeter ist für die Stadt Mönchengladbach jedoch nicht finanzierbar, da außerdem noch umfangreiche Bodensanierungen vorgenommen werden müssen. Nach Informationen der Rheinischen Post wurden 150 Häuser an einen namentlich nicht genannten Investor zu besseren Konditionen als verkauft. Die Häuser werden renoviert und abschließend verkauft. Die im Nordpark ansässigen Unternehmen werden ab 2013 nach einem Kooperationsvertrag zwischen der EWMG und der Deutschen Telekom mit einer Breitbandanschlussleitung an das Internet angebunden. Bis zum Jahr 2015 wird die Santander Bank ein neues Bürogebäude an der Mailänder Straße für 1500 Mitarbeiter errichtet haben. Die Kaufoption für das 18.000 Quadratmeter große Grundstück hatte sich das Unternehmen bereits Mitte des Jahres 2012 gesichert.

## Denkmalbeschreibung

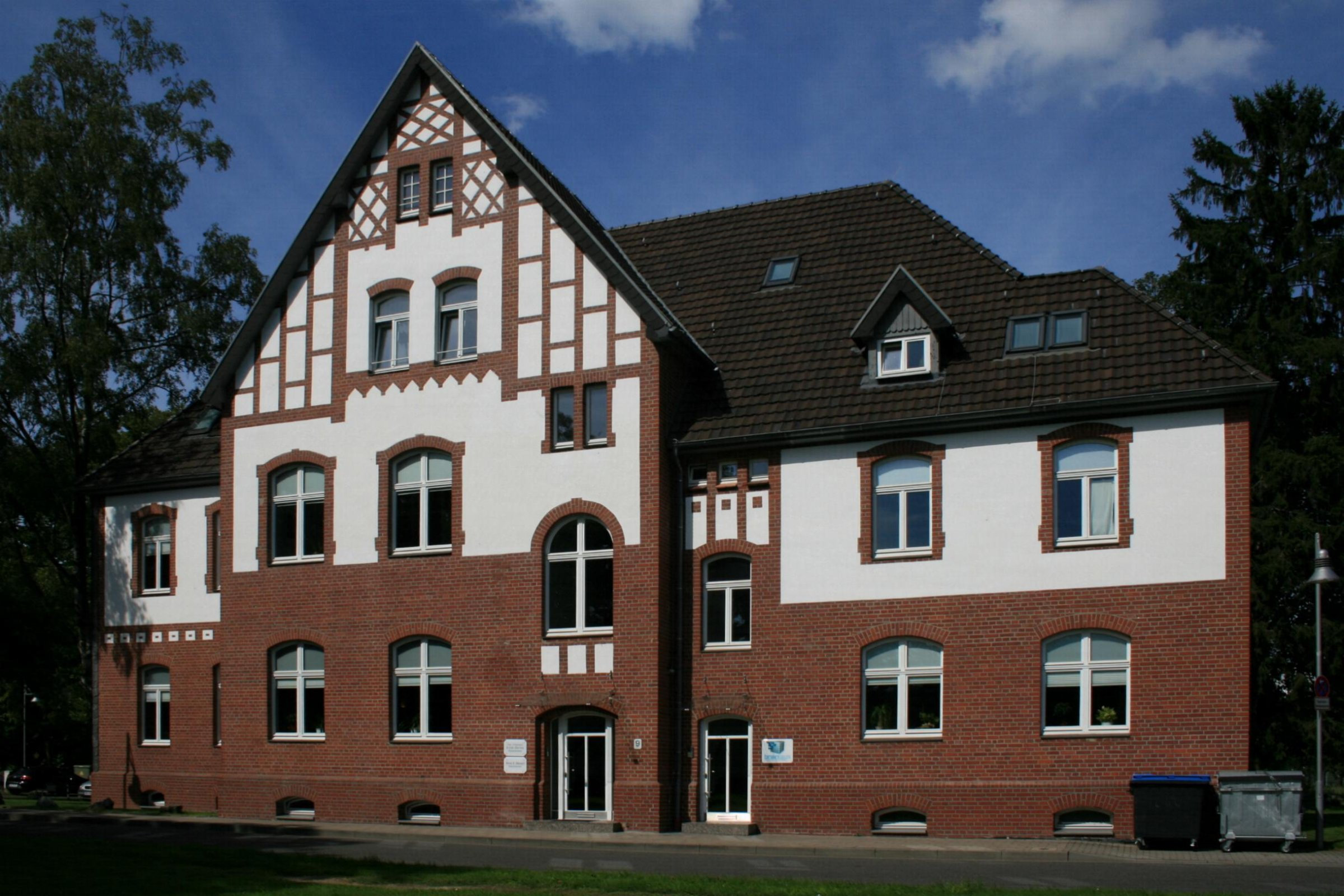
Gebäude der ehemaligen Rheinischen Fürsorge-Erziehungsanstalt

Nordwestlich der Aachener / Gladbacher Straße liegen die Gebäude, die Anfang des 20. Jahrhunderts für die ehemalige Rheinische Provinzial-Fürsorge-Erziehungsanstalt, in die nach dem Zweiten Weltkrieg die britischen Streitkräfte einzogen, in einer parkartigen Umgebung errichtet wurden. Die Gebäude der ehemaligen Rheinischen Provinzial-Fürsorge-Erziehungsanstalt im heutigen Nordpark zeichnen sich – trotz aller Unterschiede in Bauvolumen und Detailgestaltung – durch eine einheitliche Gestaltungskonzeption aus. Überwiegend handelt es sich um meist zweigeschossige, über hohem Sockel erbaute, einzeln stehende Ziegelsteinbauten mit hell abgesetzten Fugen, deren vor- und rückspringende Fassaden durch Wandputzflächen, die von Ziegelsteinbändern gefasst sind und meist in den Obergeschossen liegen, unterbrochen werden.
Teilweise sind die Obergeschosse oder Giebel auch mit Schiefer in altdeutscher Deckung verkleidet. Falzziegeldächer mit vereinzelt eingefügten kleinen und flachen Gauben prägen die lebhaft bewegten Dachflächen. Fenster- und Türöffnungen, differenziert eingefügt als stichbogige Öffnungen oder als Öffnungen mit geradem Sturz, besitzen überwiegend mit Ziegelsteingewänden abgesetzte Rahmungen. Vorbauten – aber auch zum Teil Giebeldreiecke – sind als sichtbare Holzkonstruktionen mit profilierten Balken und Füllungshölzern ausgebildet. Vor die Giebel tretende Dachsparren werden durch Kopfbänder abgestützt. Original erhaltene Fenster sind nicht vorhanden.
Im Innern zeigen die Gebäude meist die originale Grundrissstruktur. Nur selten haben sich schlichte Deckenstukkaturen in größeren Raumeinheiten erhalten. Innentüren, teilweise auch als Schiebetüren ausgebildet, stehen den überwiegend erneuerten Außentüren gegenüber. Die Treppenhäuser blieben einschließlich der Geländer weitestgehend original erhalten, ihre Bodenbeläge wurden allerdings erneuert.
Das Objekt „Nordpark“ ist aus städtebaulichen, bau- und kunsthistorischen, sozialhistorischen sowie ortshistorischen Gründen als Baudenkmal schützenswert. Die Gebäude der ehemaligen Rheinischen Fürsorge-Erziehungsanstalt wurden unter Nr. N 020 am 18. Juni 1986 in die Denkmalliste der Stadt Mönchengladbach eingetragen.

## Sonstiges
Die Produktionsfirma action concept drehte für zwei Folgen der RTL-Fernsehserie Alarm für Cobra 11 – Die Autobahnpolizei im Nordpark: Der letzte Coup (Folge 155; Erstausstrahlung: 2. November 2006) und Lauras Entscheidung (Folge 149; Erstausstrahlung: 21. September 2006).
Am 11. April 2011 wurde bei Kanalarbeiten ein Blindgänger entdeckt. Die Entschärfung der US-amerikanischen 250-Kilo-Sprengbombe aus dem Zweiten Weltkrieg fand am Vormittag des 13. April 2011 zwischen 9:45 und 10:30 Uhr statt. Eingesetzt waren Experten des Kampfmittelräumdienstes, sowie 40 Beamte von Polizei und Ordnungsamt der Stadt Mönchengladbach, die für die Absicherung des Areals zuständig waren. Vor Beginn der Arbeiten wurden Einwohner im Radius von 250 Metern evakuiert und Straßen im Umkreis der Sicherheitszone von 500 Metern gesperrt. Der Straßenverkehr musste umgeleitet werden, da unter anderem die Aachener Straße in diesem Abschnitt und die A 61 zwischen den Autobahnkreuzen Mönchengladbach und Wanlo gesperrt werden mussten. Die Mitarbeiter des benachbarten Finanzamts und des Warsteiner Hockey-Parks waren angehalten, sich in den Gebäuden aufzuhalten.